# Torneo Interbritannico 1966
Il Torneo Interbritannico 1966 fu la settantunesima edizione del torneo di calcio conteso tra le Home Nations dell'arcipelago britannico. Il torneo fu vinto dall'Inghilterra. 

## Risultati
| Data             | Luogo   | Squadra 1        | Risultato | Squadra 2        |
| ---------------- | ------- | ---------------- | --------- | ---------------- |
| 2 ottobre 1965   | Belfast | Irlanda del Nord | 3 - 2     | Scozia           |
| 2 ottobre 1965   | Cardiff | Galles           | 0 - 0     | Inghilterra      |
| 10 novembre 1965 | Londra  | Inghilterra      | 2 - 1     | Irlanda del Nord |
| 24 novembre 1965 | Glasgow | Scozia           | 4 - 1     | Galles           |
| 30 marzo 1966    | Cardiff | Galles           | 1 - 4     | Irlanda del Nord |
| 2 aprile 1966    | Glasgow | Scozia           | 3 - 4     | Inghilterra      |

## Classifica
| Pos | Squadra          | Pti | G | V | N | P | GF | GS |
| --- | ---------------- | --- | - | - | - | - | -- | -- |
| 1   | Inghilterra      | 5   | 3 | 2 | 1 | 0 | 6  | 4  |
| 2   | Irlanda del Nord | 4   | 3 | 2 | 0 | 1 | 8  | 5  |
| 3   | Scozia           | 2   | 3 | 1 | 0 | 2 | 9  | 8  |
| 4   | Galles           | 1   | 3 | 0 | 1 | 2 | 2  | 8  |